# Boa Vista do Gurupi

Boa Vista do Gurupi este un oraș în unitatea federativă Maranhão (MA), Brazilia.